# Saison 1944-1945 du Football Club auscitain
La saison 1944-1945 du Football Club auscitain voit le club évoluer en deuxième division du rugby français.
Auch se maintient en deuxième division.

## Effectif
- Arrières :
- Ailiers :
- Centres :
- Ouvreur : Soulès
- Demis de mêlée :
- Troisièmes lignes centre :
- Troisièmes lignes aile :
- Deuxièmes lignes :
- Talonneurs :
- Piliers :